# Càrex estelat
El càrex estelat o càrex estrellat (Carex echinata) és una herba de la família de les ciperàcies.

## Descripció
És un hemicriptòfit amb un rizoma cespitós, de tiges fèrtils trígones, llises o escabra a la part superior. Les fulles són més curtes que les tiges, d'1-2 mm d'amplària, aspres en els marges. Les espigues femenines són subgloboses, la terminal amb els utricles atenuats en bec, aquestes espigues mesuren de 3 a 15 mm. Floreix des de maig fins a agost.

## Hàbitat
Aquesta espècie es troba molt associada a les molleres àcides. Es tracta d'una planta que creix als boscos humits, maresmes, praderies i altes muntanyes.

## Distribució
És una planta nativa de l'Amèrica del Nord, Amèrica central i algunes parts d'Euràsia. Als Països Catalans es pot trobar als Pirineus (Lleida i Girona).

## Galeria

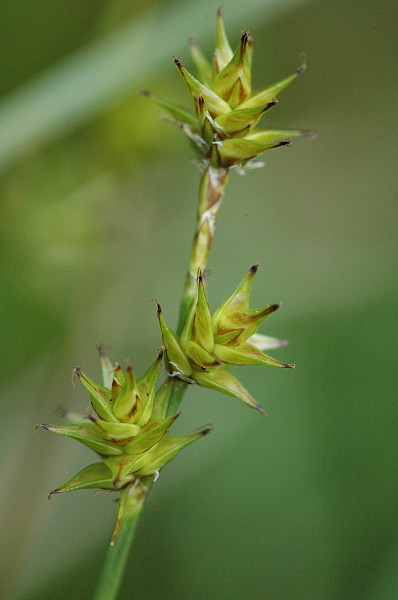
Espiga femenina.
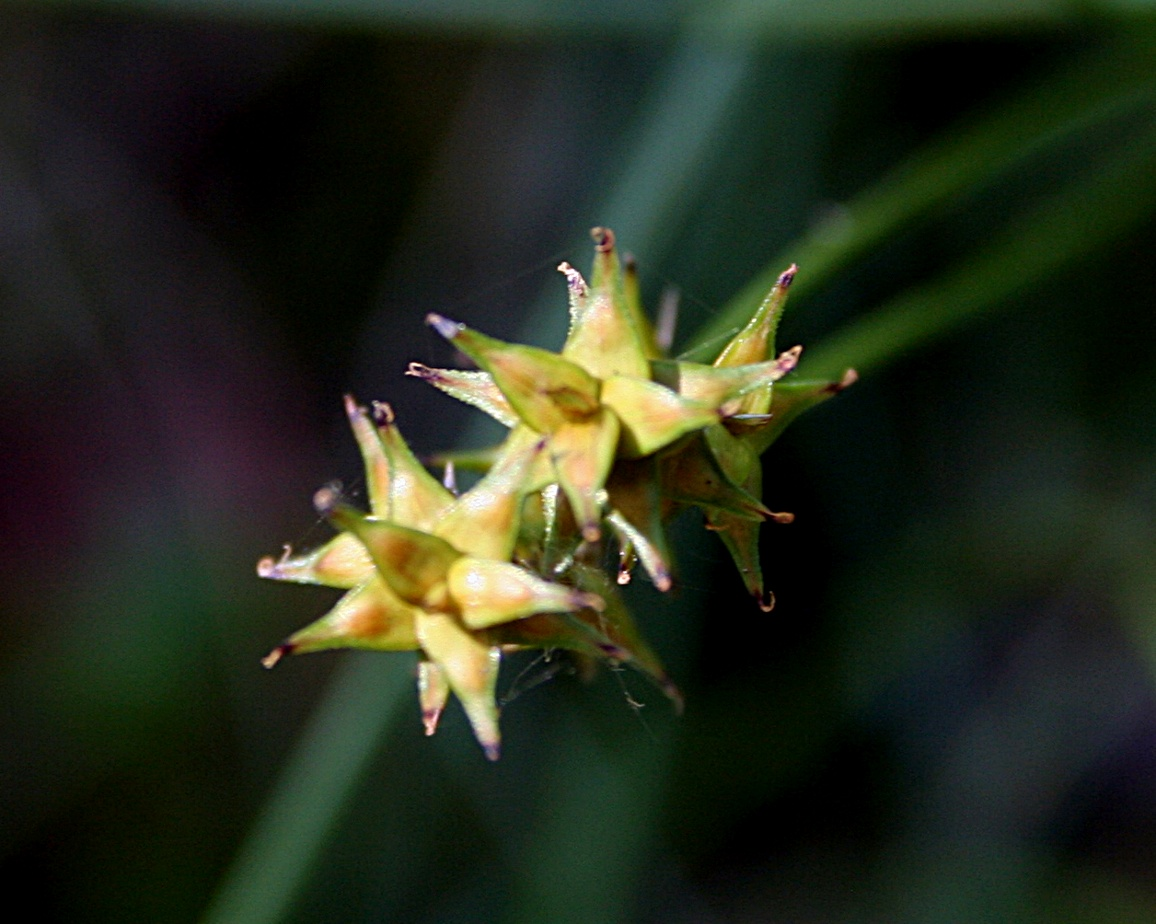
Detall d'una espiga femenina.
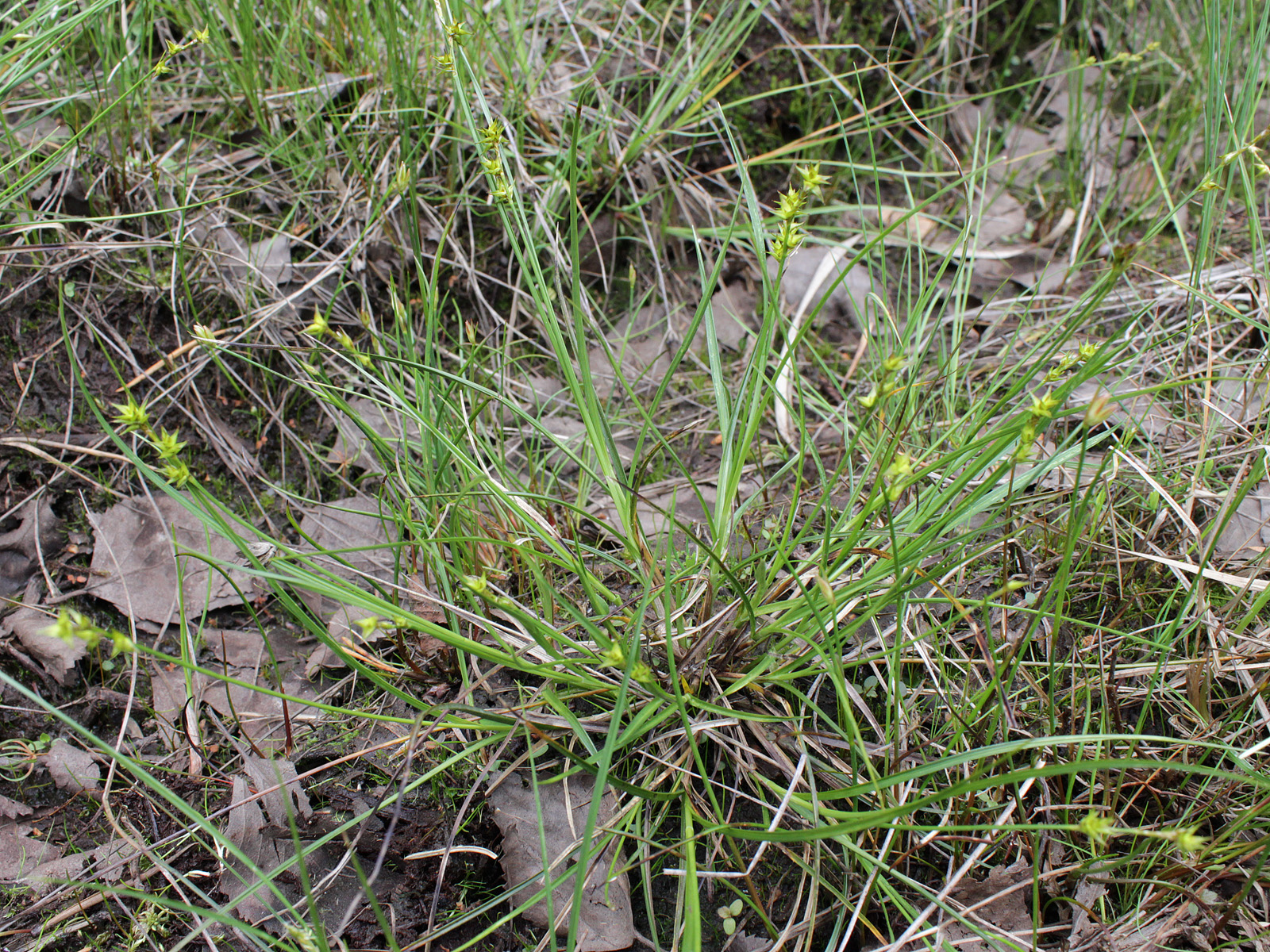
Fotografia in situ.
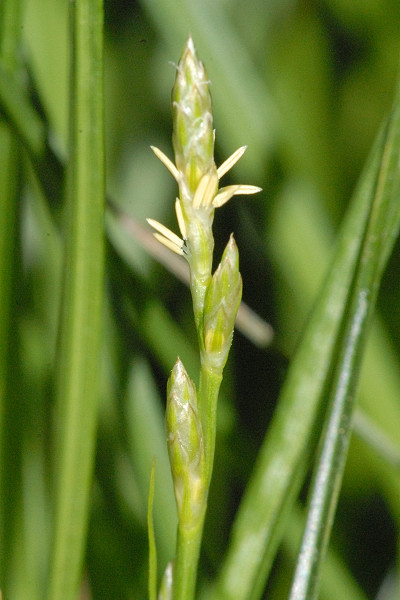
Espiga masculina.
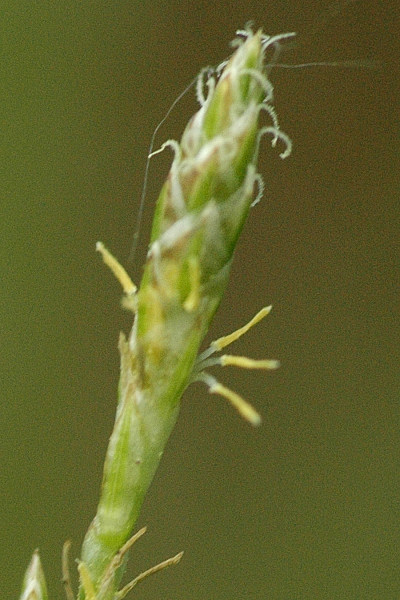
Detall d'una espiga masculina.